# معتمدية الجريصة
معتمدية الجريصة إحدى معتمديات الجمهورية التونسية، تابعة لولاية الكاف.

### مواضيع ذات علاقة
- ولاية الكاف.

1. 1 2 3 4 5 6  "المناطق الترابية (العمادات) حسب الولايات والمعتمديات". اطلع عليه بتاريخ 2024-11-30.